# ハインリヒ・カール・バイリッヒ
ハインリヒ・カール・バイリッヒ（Heinrich Karl Beyrich, 1796年3月22日 - 1834年9月15日）はドイツの植物学者である。

## 生涯
ヴェルニゲローデで生まれた。父親は宮殿付の庭師である。ヴェルニゲローデの高校で植物学を学んだ後、ゲッティンゲン大学で学んだ。ウィーンの宮廷植物園の庭師やブルック・アン・デア・ライタで働いた。
1819年に、植物採集をしながら、アルプス東部、北イタリアからプロン峠を通ってパリに至り、アレクサンダー・フォン・フンボルトと知り合い、激励されることになった。1820年にイギリスに渡り、庭師として働いた。1822年から1823年の間、フンボルトの薦めによってプロシア政府のために、ブラジルに渡り、ベルリンの孔雀島 (Pfaueninsel) やノイシェーンベルガー植物園 (Neu-Schönberger Botanischen Garten) のために希少な植物の採集をおこなった。 その10年後に再び、北アメリカに派遣されたが、現在のオクラホマ州で病没した。
ラン科の Galeandra beyrichii などの学名に献名されている。